# Parpan
Parpan é uma comuna da Suíça, no Cantão Grisões, com cerca de 275 habitantes. Estende-se por uma área de 9,30 km², de densidade populacional de 30 hab/km². Confina com as seguintes comunas: Churwalden, Tschiertschen, Vaz/Obervaz.
A língua oficial nesta comuna é o Alemão.